# 재닌 베키
재닌 엘리자베스 베키(영어: Janine Elizabeth Beckie, 1994년 8월 20일 ~ )는 캐나다의 여자 축구 선수로 포지션은 공격수이다. 현재는 잉글랜드 FA 여자 슈퍼 리그의 맨체스터 시티에서 뛰고 있다.

## 경력 초반
베키는 미국 콜로라도주 하일랜즈랜치에서 캐나다인 부모의 딸로 태어났으며 미국·캐나다 이중 국적자이기도 하다. 베키는 콜로라도주 하일랜드랜치에 위치한 밸러 크리스천 고등학교에 재학하면서 학교 축구단에서 뛰었고 2012년에는 게토레이 콜로라도 올해의 선수로 선정되는 영예를 안았다.
베키는 2012년부터 2015년까지 텍사스 공과대학교에 재학하면서 텍사스 테크 레드 레이더스 여자 축구단에서 활동했으며 통산 57골을 기록하면서 역대 개인 최다 득점 기록을 수립했다. 2015년 12월에는 댈러스 사커 뉴스에 의해 올해의 선수로 선정되는 영예를 안았다.

## 클럽 경력
베키는 2013년에 USL W리그 시애틀 사운더스 위민스와 계약했다. 베키는 2016년 내셔널 위민스 사커 리그 대학 드래프트에서 8순위로 지명되면서 휴스턴 대시에 합류했다. 2016년 2월 8일에는 내셔널 위민스 사커 리그의 선수 할당 과정을 통해 휴스턴 대시에 배정되었다. 베키는 2016년 4월 16일에 열린 시카고 레드 스타스와의 프로 데뷔전에서 첫 골을 기록했다.
베키는 2018년 1월 18일에 칼리 로이드가 뛰고 있던 휴스턴 대시와의 트레이드를 통해 스카이 블루 FC로 자리를 옮겼다. 베키는 스카이 블루 FC에서 통산 15경기에 출전했고 2018년 8월 9일을 기해 클럽에서 하차하게 된다.
2018년 8월 9일에는 베키가 스카이 블루 FC에서 맨체스터 시티로 이적했다. 베키는 2018-19 시즌 16경기에서 8골을 기록하면서 맨체스터 시티의 FA 여자 리그컵, FA 여자컵 우승에 기여했다. 베키는 2019-20 시즌 UEFA 여자 챔피언스리그 경기에서 첫 선발 출전하여 대회 첫 해트트릭을 기록했다. 베키는 2020년 4월 14일에 맨체스터 시티와의 새로운 계약을 통해 2022년까지 연장했다.

## 국가대표 경력
베키는 캐나다에서 열린 2014년 FIFA U-20 여자 월드컵에 참가했으며 조선민주주의인민공화국과의 조별 예선 3차전 경기에서 결승골을 기록하면서 캐나다의 8강전 진출에 기여했다. 2016년 리우데자네이루 하계 올림픽에 참가한 베키는 오스트레일리아와의 조별 예선 1차전 경기에서 1골, 짐바브웨의 조별 예선 2차전 경기에서 2골을 기록하면서 캐나다가 동메달을 차지하는 데에 기여했다.
베키는 2019년 5월 25일에 프랑스에서 열린 2019년 FIFA 여자 월드컵에 참가한 캐나다 여자 축구 국가대표팀 명단에 이름을 올렸다. 베키는 캐나다가 사상 첫 올림픽 여자 축구 금메달을 차지했던 2020년 도쿄 하계 올림픽에도 참가했다.

## 수상

### 클럽
맨체스터 시티
- FA 여자 슈퍼 리그 준우승 1회 (2018-19)
- FA 여자컵 우승 2회 (2018-19, 2019-20)
- FA 여자 리그컵 우승 1회 (2018-19)

### 국가대표
- 2016년 리우데자네이루 하계 올림픽 여자 축구 동메달
- 2020년 도쿄 하계 올림픽 여자 축구 금메달